# Eclipsa de Soare din 30 iunie 1973

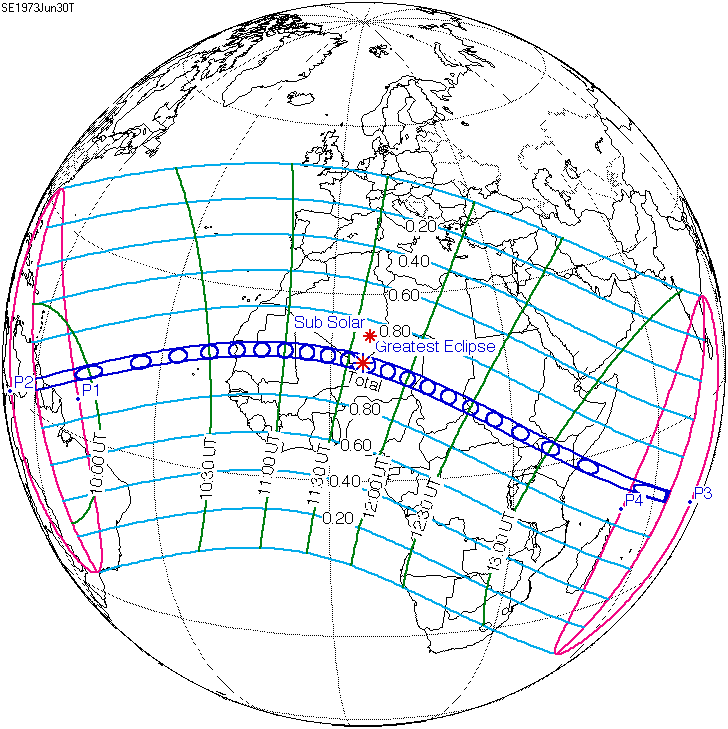
Harta eclipsei generale

O eclipsă de Soare totală a avut loc la 30 iunie 1973.  
S-a produs în urmă cu 51 ani, 271 zile
Banda totală a început la ora 9:00 (UTC) în Guyana, Surinam, a traversat Atlanticul, apoi în Mauritania a avut maximul, la ora 11:38 (UTC), a trecut în Mali, Niger, Ciad, Sudan, Uganda și Kenya și s-a încheiat în Oceanul Indian. Ca eclipsă parțială a putut fi observată în estul Americii de Sud, în Europa de Sud, în aproape toată Africa și în Orientul Mijlociu. 
Valoarea lui gamma a fost de -0,08.

## O „mare eclipsă totală” din epoca noastră
A fost una dintre marile eclipse totale din epoca noastră, întrucât făcea parte din seria saros 136, care produce cele mai lungi eclipse actuale.
Cu o totalitate maximă de 7 minute și 4 secunde, aceasta a fost ultima eclipsă totală care a depășit durata de 7 minute, până în secolul al XXII-lea.

## „Eclipsa Concorde”
Această eclipsă a rămas celebră prin faptul că a fost observată de pe un prototip al avionului supersonic Concorde, deasupra deșertului Sahara, timp de 74 de minute, adică de circa 10 ori durata maximă a unei eclipse totale observate de la un punct fix terestru.